# طوطی رخ‌زرد
طوطی رخ‌زرد (نام علمی: Alipiopsitta xanthops) نام یک گونه از زیرخانواده طوطی نوگرمسیری است.